# Neoacasta coriobasis
Neoacasta coriobasis is een zeepokkensoort uit de familie van de Archaeobalanidae.